# Frank Dixon
Frank J. Dixon (1. dubna 1879 – 29. listopadu 1932) byl kanadský hráč lakrosu a člen týmu, který v roce 1908 na olympijských hrách v Londýně vybojoval zlaté medaile.